# Claudio Borghi
Claudio Daniel Borghi (ur. 28 września 1964 w Castelar, prowincja Buenos Aires) – argentyński piłkarz grający jako pomocnik.

## Kariera piłkarska
Borghi rozpoczął karierę jako ofensywny pomocnik w Argentinos Juniors na początku lat 80. Był uważany za wielki talent i wiązano z nim ogromne nadzieje związane z występem na mistrzostwach świata w Meksyku w 1986. Podczas turnieju jednak nie zachwycił i nigdy później nie otrzymał już powołania do selección.
Argentyńczyk grał przez następne kilka lat bez większych sukcesów w Europie. Wrócił do Argentyny w 1988, skąd przeniósł się do Brazylii, a potem do Chile. Właśnie w tym kraju na nowo pokazał swoje umiejętności, walnie przyczyniając się w 1992 roku do zdobycia Copa Interamericana i Recopa Sudamericana przez CSD Colo-Colo.

## Kariera trenerska
Po zakończeniu kariery piłkarskiej Borghi rozpoczął pracę jako trener. W 2006 roku wygrał rozgrywki Clausurę i Aperturę z CSD Colo-Colo i doprowadził tę drużynę do finału Copa Sudamericana. Został wybrany najlepszym najlepszym szkoleniowcem Ameryki Południowej w tym samym roku.

## Sukcesy

### Zawodnik

#### Klubowe
Argentinos Juniors
- Primera División Argentina: 1984, 1985
- Copa Libertadores: 1985
- Copa Interamericana: 1985

Colo-Colo
- Copa Interamericana: 1992
- Recopa Sudamericana: 1992

#### Reprezentacyjne
Argentyna
- Złoty medal Mistrzostw Świata: 1986

### Trenerskie

#### Klubowe
Colo-Colo
- Torneo Apertura: 2006, 2007
- Torneo Clausura: 2006, 2007.

Argentinos Juniors
- Torneo Clausura: 2010

### Indywidualne
- Trener roku w Ameryce Południowej: 2006